# Рамон Чао
Рамон Чао е испански писател от Галисия.
През 1956 г. емигрира във Франция поради фашистката диктатура на Франциско Франко. Във Франция работи като редкатор във Radio France Internationale и като журналист за вестник „Монд“.
През 1984 г. учредява наградата за испански писатели Prix Juan Rulfo.
Рамон е баща на известния музикант Ману Чао.

## Творби
- ?: O Camiño de Prisciliano
- ?: Le train de feu et de glace („Влакът от огън и лед“)
- 2004: Abécédaire partiel et partial de la globalisation